# Tore Renberg
Tore Renberg (* 1972 Stavanger) je norský spisovatel, scenárista, dramatik a hudebník. Prvně se proslavil v roce 1995 částečně autobiografickou pentalogií o Jarle Kleppovi (2003–2011), která se stala norským bestsellerem a dvě její části byly zfilmovány.
Výrazný mezinárodní průlom mu přinesl první díl plánované tetralogie ze stavangerského podsvětí, který pod názvem Tak zítra vyšel v roce 2013 (česky 2015). V této sérii narušuje tradiční strukturu detektivních románů a do dramatické zápletky zakomponovává prvky tragédie, komedie i literatury pro dospívající mládež. Mísením a rychlým střídáním prvků vysoké a nízké literatury tak vytváří alternativní detektivku.
Je nositelem řady norských literárních a kulturních cen.